# Darién Gap

Darién Gap

Der Darién Gap (englisch, wörtlich „Darién-Lücke“), Schreibweise auch Darien Gap, ist eine Region an der Grenze zwischen Nordamerika und Südamerika auf dem Gebiet der Staaten Panama und Kolumbien. Die Provinz Darién in Panama liegt in dieser Region.
In der spanischen Bezeichnung Tapón del Darién bedeutet tapón wörtlich „Pfropf“ oder „Stopfen“. Die Bezeichnung als „Lücke“ oder „Pfropf“ bezieht sich insbesondere auf die Unterbrechung der Panamericana, einer ansonsten durchgängigen Straßenverbindung zwischen Alaska und Feuerland. In dem bergigen und sumpfigen Regenwaldgebiet gibt es keine Straßen.
Die Region gehört mit über 12.500 Gefäßpflanzenarten zum größten von fünf weltweiten Megadiversitätszentren, das von Costa Rica bis Nordwest-Kolumbien reicht.

## Lücke in der Panamericana

Karte mit den beiden Endpunkten der Panamericana: Yaviza und Turbo

Die Panamericana ist im Gebiet des Darién Gap unterbrochen. In Panama endet die Panamericana in der Kleinstadt Yaviza. Als nördlicher Endpunkt der Panamericana in Südamerika gilt die Hafenstadt Turbo in Kolumbien, die etwa 100 km östlich liegt.
Es gibt verschiedene Gründe, warum die Strecke bisher noch nicht fertiggestellt wurde. Zum einen erfordert die Durchführung des Baus in dieser Gegend einen relativ hohen finanziellen Aufwand, da das Terrain bergig ist und zudem von zahlreichen Wasserläufen und Sumpfgebieten durchzogen wird, wodurch der Bau vieler Brücken notwendig wäre. Außerdem wäre der Bau einer Straßenverbindung schädlich für die Umwelt. Naturschützer fordern, das von tropischem Regenwald bedeckte Gebiet weiterhin als Wildnis zu erhalten. Eine Straßenverbindung würde ihrer Meinung nach dazu führen, dass in der Folge mehr Regenwald abgeholzt wird. Zudem wird eine Wiedereinschleppung der dort seit Jahrzehnten ausgerotteten Maul- und Klauenseuche nach Nord- und Mittelamerika befürchtet, wenn durch eine Straßenverbindung unkontrollierte Viehtransporte möglich werden.
Auch die Bewohner des Gebiets, zum großen Teil indigene Chocó- und Kuna, lehnen den Bau einer Straße zum Großteil ab. Sie sehen ihre traditionelle Lebensweise gefährdet und befürchten eine „kulturelle Kolonisierung“ der Gegend.
Aktivitäten der Guerillagruppen (ELN und FARC) im Grenzgebiet waren jahrzehntelang ein weiterer Hinderungsgrund. Seit 2016 gilt ein Friedensvertrag mit der FARC.
Die Regierungen Panamas und Kolumbiens haben wiederholt bekundet, den Lückenschluss angehen zu wollen. Anläufe dazu scheiterten jedoch. Zum Beispiel wurde 2010 berichtet, die Regierung von Kolumbien habe im Rahmen von Straßenbauprojekten in Nordkolumbien mit Planungen begonnen, die Lücke der Panamericana auf der Seite Kolumbiens zu schließen. Die panamaische Regierung unter Ricardo Martinelli lehnte es daraufhin ab, die Verbindung von Yaviza bis zur Grenze selbst bauen zu lassen.
Zwischenzeitlich angebotene Fährverbindungen zwischen Panama und Kolumbien durch die Karibik wurden wieder eingestellt.
Durch das Fehlen einer Landverbindung zwischen Nordamerika und Südamerika wurde der Golf von Urabá zu einem Schwerpunkt des Drogenhandels. Mit Flugzeugen, Schnellbooten und U-Booten versuchen Schmuggler, die Ware zu transportieren.

## Durchquerungen
In dieser Gegend gibt es bis heute keine Straßenverbindung, aber ein weitreichendes Netz von Wegen und Pfaden. Es ist daher möglich, die Lücke etwa zu Fuß zu überwinden, da an jedem Fluss in der Nähe von Ansiedlungen normalerweise Boote zu mieten sind. Die Flüsse können auch schwimmend überwunden werden. Auch mit Motorrädern und mit allradgetriebenen Geländewagen wurde der Darién Gap schon bezwungen, zum ersten Mal 1960. Ebenso wurde der Darién Gap bereits mit Fahrrädern durchquert; die Räder mussten dabei über weite Strecken getragen werden. In den 1980er Jahren entwickelte sich der Darién Gap zu einem Ziel von Abenteuertouristen, ihn zu bezwingen, gilt als sportliche Herausforderung.

## Migration und Verbrechen
Die Darién Gap gilt als eine der gefährlichsten Migrationsrouten der Welt. Der Transit Hunderttausender Menschen durch die weitgehend unkontrollierte Zone in einem unwirtlichen tropischen Lebensraum dauert 7 bis 15 Tage, wobei die Migranten nicht nur Naturgefahren ausgesetzt sind. Bis 2021 durchwanderten etwa 10.000 Menschen jährlich den Darién-Urwald in Richtung Norden. 2021 stieg diese Anzahl auf über 90.000. Auf ihrer Route werden die Migranten oft von Verbrecherbanden überfallen (Raub, Vergewaltigung, Mord).
Im Jahr 2023 durchquerten mehr als eine halbe Million Migranten den Darién Gap und damit doppelt so viele wie 2022.
Es gab (Stand März 2024) mehrere Krisentreffen zwischen Kolumbien, Panama und den USA, aber wenig passierte.
Über tausend Menschen in der Region leben von Migrantenschmuggel.
Auch lokale Politiker und Unternehmer verdienen an der Migration; ebenso Kolumbiens mächtigste kriminelle Gruppe, das Drogenkartell Clan del Golfo, das als die kriminelle Regierung der Region gilt. Das Kartell korrumpiert die lokale Politik, Teile der Polizei und Teile der Armee.
Die Regierung Biden teilte im Juni 2024 mit, gegen die Migration auf der Darien-Route vorzugehen. Das Einsatzgebiet einer für die Bekämpfung des Schleusertums zuständigen US-Sondereinheit (Joint Task Force Alpha) werde auf Kolumbien und Panama ausgedehnt.